# Avia BH-2
Avia BH-2 – prototyp czechosłowackiego samolotu sportowego z okresu międzywojennego.

## Historia
Po udanej konstrukcji samolotu Avia BH-1, jego konstruktorzy P. Beneš i M. Hajn w 1921 roku opracowali projekt samolotu sportowego o niewielkiej wadze, który mógłby być wyposażony w silnik o niewielkiej mocy. 
W 1921 roku prototyp tego samolotu, który otrzymał oznaczenie BH-2, był gotowy i został w nim zastosowany silnik 2-cylindrowy z motocykla Indian o mocy zaledwie 18 KM. Choć samolot ten nie był w stanie wznieść się w powietrze, został pokazany na wystawie lotniczej w Pradze. Nie wzbudził tam jednak zainteresowania. 
Rozważono pomysł zamontowania w tym samolocie silnika brytyjskiego Bristol „Cherub” o mocy 25 KM, który był stosowany w samolotach brytyjskich tego okresu, co jednak wiązałoby się z przebudową przodu samolotu. Ostatecznie głównie ze względów finansowych zrezygnowano z dalszych prac nad tym samolotem, stał się on jednak wzorcem dla budowy lekkich samolotów sportowych i awionetek. 

## Użycie w lotnictwie
Prototyp Avii BH-2 nigdy nie wzniósł się w powietrze, a jedynie był pokazywany na wystawie lotniczej.

## Opis techniczny
Samolot Avia BH-2 był jednopłatem o konstrukcji drewnianej, kryty płótnem. Płat był umocowany w górnej części kadłuba i podparty zestrzałami. Podwozie klasyczne, stałe. Kabina pilota odkryta. Napęd miał stanowić silnik 2-cylindrowy w układzie V z amerykańskiego motocykla Indian o mocy 18 KM.